# Легат Амалије Сулавер Раич
Легат Амалије Сулавер Раич је посебна библиотечка целина Градске библиотеке "Карло Бијелицки" у Сомбору који је основан 2009. године и смештен је у Народној књижници и читаоници у Бачком Моноштору.

## Живот и каријера дародавца
Амалија Сулавер Раич рођена је 25. децембра 1941. године у Сомбору. Као психолог по струци радила је у болници у Сомбору. Амалија је била удата за Тривка Сулавера и брачни пар Сулавер није имао деце.
Тестаментом су завештали своју кућу деци Сомбора. Кућа је обележена спомен-плочом на којој је, на српском и мађарском језику, исписан део тестамента Амалије и Тривка:
```
     Ова кућа нека увек буде испуњена дечијом игром, песмом и смехом.
[
1
]
```

Амалија Сулавер Раич умрла је у Сомбору, 24. јануара 2009. године.

## Историјат формирања легата
Након смрти дародавца Амалије Сулавер Раич, породица је по њеној жељи поклонила књиге из њене личне библиотеке, међу којима се налазе вредна издања из области медицине, психијатрије и психологије.

## О легату
Легат садржи 1.334 јединице библиотечко-информационе грађе.
Свака јединица обележена је печатом – ex libris на коме пише Легат Амалије Сулавер Раич.
Легат се чува као целина у библиотечком огранку у Бачком Моноштору.

## Галерија
- Печат са именом дародавца